# Николай Баранов
Николай Естафиевич Баранов  (на руски: Николай Евстафьевич Баранов) е руски офицер, генерал-лейтенант. Участник в Руско-турската война (1877-1878).

## Биография
Николай Баранов е роден на 22 ноември 1825 г. в Русия в семейството на лютеранин, потомствен дворяни от Естляндска губерния. Ориентира се към военното поприще. Завършва Пажеския военен корпус с производство в първо офицерска звание прапорщик и назначение в лейбгвардейския Преображенски полк (1844).
Повишен е във военно знание флигел-адютант от 1856 г. Командир на 2-ри учебен стрелкови батальон (1859), 2-ри Царскоселски стрелкови батальон (1860). Повишен е във военно звание генерал-майор от 1864 г.
Участва в Руско-турската война (1877-1878). Командир е на 2-ра бригада от 2-ра Гвардейска пехотна дивизия от 1875 г. Командващ левия фланг на Русчушкия отряд. Участва в освобождението на Разград на 16/28 януари 1878 г. Завършва войната като командир на 35-а пехотна дивизия от 13-и Армейски корпус с командир княз Александър Дондуков-Корсаков. За отличие е повишен във военно звание генерал-лейтенант от 1878 г.
След войната продължава службата си в Руската армия до излизането си в оставка през 1884 г.